# Mooreland (Indiana)
Mooreland è un comune degli Stati Uniti d'America, situato nello Stato dell'Indiana, nella contea di Henry.